# Violator (группа)
Violator (с англ. — «Нарушитель») — бразильская трэш-метал-группа.
Группа является флагманом NWOTM (новой\третьей волны трэш-метала) наряду с Gama Bomb, Municipal Waste и Bonded by Blood, но отличается от оных ярко выраженной «олд-скуловой» стилистикой, подражая андерграундным трэш-бэндам середины 80-х. Вдохновение участники Violator черпали из творчества таких титанов трэшa, как Exodus, Vio-lence и Whiplash, что явно прослеживается в музыке коллектива.
После 6 лет игры в андерграунде, группа подписала контракт с лейблом Kill Again Records и выпустила свой дебютный альбом Chemical Assault. Позже они отправились в тур по Бразилии, а затем тур распространился на Францию, Парагвай, Аргентину, Чили, Уругвай, Венесуэлу, Японию, Бельгию и Италию.

## Участники
- Pedro Arcanjo — бас, вокал
- Pedro Augusto — гитара
- Marcelo Cambito — гитара
- David Araya — барабаны

## Бывшие участники
Juan Lerda — гитара (2002—2005)

## Дискография
- Killer Instinct (Demo) — 2002
- Fast-Food Thrash Metal (Split LP) — 2003 — C группами Revival, Tsavo, and Temenon
- Violent Mosh (EP) — 2004
- Violent War (Split LP) — 2005 — С группой Bywar
- Chemical Assault (LP) 2006, Earache
- Raging Thrash (Split EP) 2010 — С группой Hirax
- Annihilation Process (EP) 2010
- Thrashing The Tyrants (Split LP) 2010 — С группой Bandanos
- Scenarios of Brutality (LP) 2013